# Ozploitation
Ozploitation电影是澳大利亚在1971年引入R级后制作的剥削电影——一类低成本的恐怖片、喜剧片、色情片和动作片 。这一年标志着澳大利亚新浪潮运动的开始，Ozploitation风格也在同一时间段（1970年代初至1980年代末）达到顶峰。
Ozploitation通常被认为是新浪潮中一个较小的浪潮，涵盖了从色情片、机车片、恐怖片甚至武术片等多种类型。
术语 "Ozploitation"的起源归功于纪录片《Not Quite Hollywood》。这部2008年的专题片探讨了澳大利亚新浪潮期间制作的 "恶搞 "电影。该片包括对参与 "Ozploitation"的众多人物以及该类型的粉丝的采访，其中包括美国导演昆汀-塔伦蒂诺，他创造了 "Aussiesploitation"这一短语，导演马克·哈特利随后将其简称为 "Ozploitation"。